# Ammit
Ammut, także Ammat, Ammemet – w mitologii egipskiej potwór znany jako „pożeracz umarłych”, „niszczyciel grzesznych dusz” przyczajony obok wagi podczas sądu Ozyrysa. Jeśli człowiek był grzeszny, tzn. gdy położone na wadze jego serce było cięższe od pióra prawdy, Ammit zjadała je i tym samym zabijała nieszczęśnika w życiu pozagrobowym, ponieważ według wierzeń Egipcjan to właśnie w nim ukryta była dusza. Ukazywany jako demon z głową krokodyla, tułowiem lwa i zadem hipopotama.